# Krokeide
Krokeide – wieś w zachodniej Norwegii, w okręgu Sogn og Fjordane, w gminie Vågsøy. Miejscowość leży na północnym brzegu fiordu Nordfjord, na półwyspie Neset, wzdłuż norweskiej drogi krajowej nr 15. W pobliżu Krokeide leżą miejscowości: Bryggja, Maurstad oraz Hessevika. Od centrum administracyjnego gminy w Måløy wieś dzieli odległość około 15 km. 
W pobliżu miejscowości swój początek ma tunel – Krokabergtunnelen – o długości 561 metrów, wybudowany w 1988 roku.